# The Road Agent (film, 1917)
The Road Agent est un film américain réalisé par Harry McCoy, sorti en 1917.

## Fiche technique
- Titre original : The Road Agent
- Réalisation : Harry McCoy
- Production : Mack Sennett
- Société de production : Keystone
- Société de distribution : Keystone
- Pays d’origine :  États-Unis
- Langue originale : anglais
- Format : noir et blanc — 35 mm — 1,37:1 — Film muet
- Genre : Comédie
- Durée : une bobine - 300 m
- Date de sortie :
  - États-Unis : 4 février 1917
- Licence : domaine public

## Distribution
- Harry McCoy
- Vivian Edwards
- Victor Potel
- James Donnelly